# Serafín Zubiri

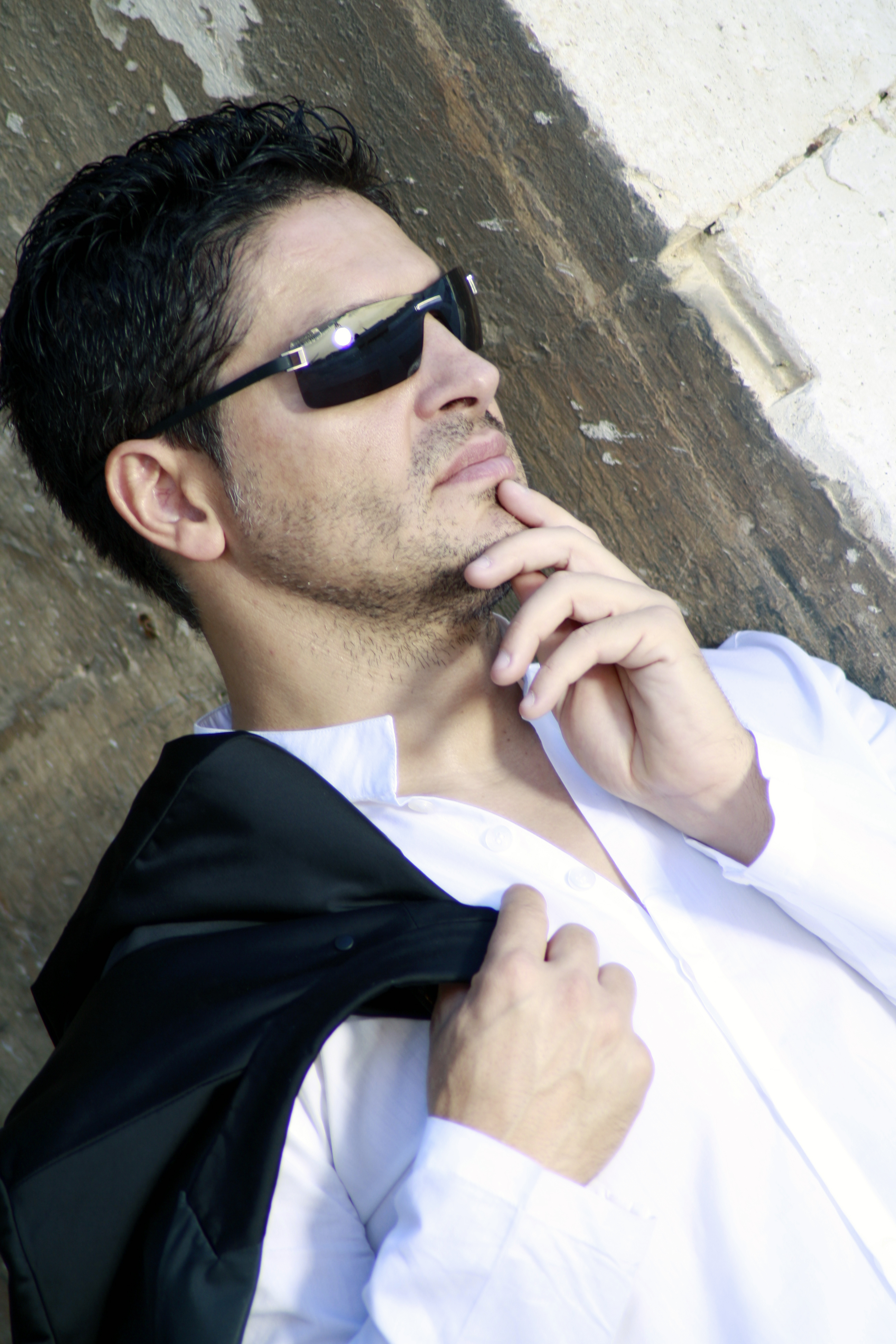
Serafín Zubiri (2010)

Serafín Zubiri (* 20. April 1964 in Pamplona als Serafín Lizoain Vidonto) ist ein spanischer Sänger, Pianist und Komponist. Er ist seit seiner Geburt blind.

## Leben und Wirken
Er ging auf eine spezielle Schule für Blinde in Madrid. Im Jahr 1987 startete er seine Solo-Karriere. Außerhalb Spaniens erlangte Serafín Zubiri mit seinen beiden Teilnahmen am Eurovision Song Contest Bekanntheit. 1992 vertrat er Spanien beim Eurovision Song Contest in Malmö. In Schweden erreichte er mit seinem Lied Todo esto es la música (deutsch „Das ist alles Musik“) Platz 14 bei 23 Teilnehmern. 2000 vertrat er Spanien erneut beim Wettbewerb, der diesmal in Stockholm stattfand. Colgado de un sueño erreichte nur Platz 18 bei 24 Teilnehmern.
Im Jahr 2006 nahm Zubiri in der spanischen Version von Let’s Dance, ¡Mira quién baila!, teil.

## Diskografie
Alben
- 1987: Inténtalo
- 1988: Pedaleando
- 1991: Detrás del viento
- 1992: Te veo con el corazón
- 1995: Un hombre nuevo
- 2000: Colgado de un sueño
- 2010: Sigo aquí
- 2012: X una causa justa